# たまあそび
『たまあそび』は、1996年に製作された日本映画。大木裕之監督作品。
日本では1997年に第6回東京国際レズビアン&ゲイ映画祭にて上映された。

## キャスト
- 橋口保祐
- 石橋正邦
- 清岡恭久
- 葉月螢
- 井上大地
- 南木顕生
- 今泉浩一
- 阿部公彦